# Ягельне сільське поселення
Я́гельне сільське поселення (рос. Ягельное сельское поселение) — сільське поселення у складі Надимського району Ямало-Ненецького автономного округу Тюменської області Росії.
Адміністративний центр та єдиний населений пункт — селище Ягельний.
Населення сільського поселення становить 890 осіб (2017; 963 у 2010, 1075 у 2002).